# Кадьяк (Аляска)

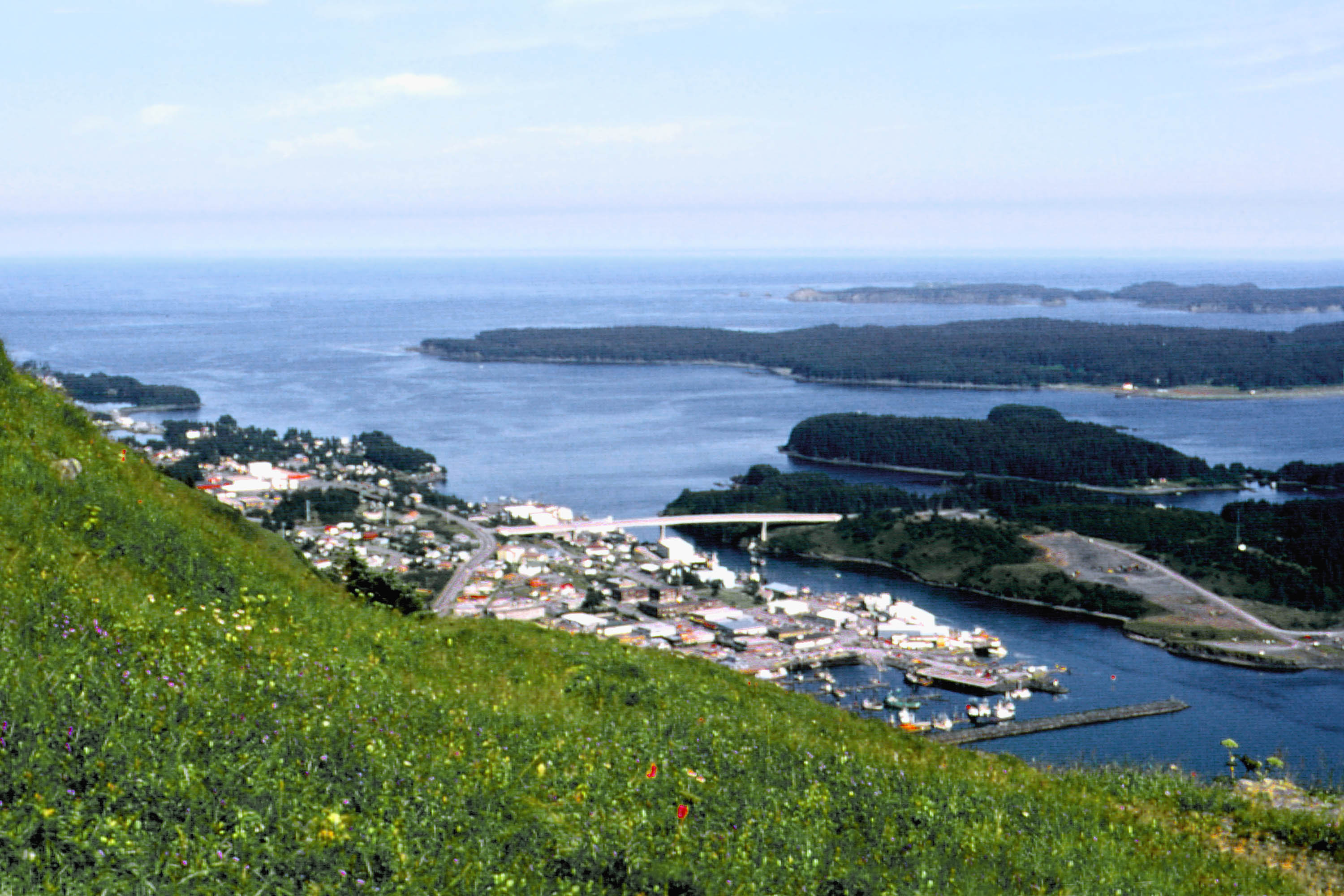
Вид на Кадьяк

Ка́дьяк, також Ко́діак (англ. Kodiak) — місто (англ. city) в США, в окрузі Кодіяк-Айленд у південній частині штату Аляска на острові Кадьяк, приблизно в 90 км від узбережжя Аляски. Населення — 5581 особа (2020).

## Історія
Порт заснований у 1784 році російськими колоністами й був першою столицею Російської Америки. У місті розташований дім першого головного правителя російських поселень в Америці О. А. Баранова, збудований у 1808 році, і нині є найстарішим прикладом російської архітектури в Північній Америці.
У православному храмі Воскресіння Христова покояться мощі Германа Аляскинського, першого православного святого Америки. У місті діє православна Свято-Германівська духовна семінарія.

## Географія
Кадьяк розташований за координатами 57°47′32″ пн. ш. 152°24′14″ зх. д. / 57.79222° пн. ш. 152.40389° зх. д. (57.792317, -152.404007). За даними Бюро перепису населення США в 2010 році місто мало площу 13,05 км², з яких 9,03 км² — суходіл та 4,01 км² — водойми. В 2017 році площа становила 14,23 км², з яких 10,16 км² — суходіл та 4,07 км² — водойми.

### Клімат
Клімат помірний морський, характеризується відносно теплою зимою і прохолодним літом. Опадів випадає дуже багато — в середньому майже 2000 мм опадів у рік. Для порівняння, у Москві річна норма опадів близько 600 мм.
| Клімат : Кадьяк                                   | Клімат : Кадьяк | Клімат : Кадьяк | Клімат : Кадьяк | Клімат : Кадьяк | Клімат : Кадьяк | Клімат : Кадьяк | Клімат : Кадьяк | Клімат : Кадьяк | Клімат : Кадьяк | Клімат : Кадьяк | Клімат : Кадьяк | Клімат : Кадьяк | Клімат : Кадьяк |
| Показник                                          | Січ.            | Лют.            | Бер.            | Квіт.           | Трав.           | Черв.           | Лип.            | Серп.           | Вер.            | Жовт.           | Лист.           | Груд.           | Рік             |
| Абсолютний максимум, °C                           | 12,2            | 15,6            | 13,9            | 21,1            | 26,7            | 30,0            | 28,3            | 30,0            | 26,7            | 23,3            | 15,6            | 16,7            | 30,0            |
| Середній максимум, °C                             | 1,7             | 2,3             | 3,8             | 6,5             | 9,7             | 13,1            | 15,8            | 16,6            | 13,7            | 8,4             | 4,4             | 2,4             | 8,2             |
| Середня температура, °C                           | −1,2            | −0,8            | 0,5             | 3,1             | 6,4             | 9,8             | 12,4            | 12,9            | 10,0            | 4,8             | 1,3             | −0,7            | 4,9             |
| Середній мінімум, °C                              | −4,1            | −3,9            | −2,8            | −0,3            | 3,1             | 6,4             | 9,0             | 9,1             | 6,3             | 1,2             | −1,8            | −3,8            | 1,6             |
| Абсолютний мінімум, °C                            | −26,7           | −24,4           | −21,1           | −13,9           | −7,8            | −1,1            | 1,7             | 1,1             | −3,3            | −13,9           | −17,8           | −22,8           | −26,7           |
| Норма опадів, мм                                  | 208             | 145             | 133             | 139             | 160             | 137             | 105             | 114             | 199             | 212             | 168             | 194             | 1914            |
| Днів з опадами                                    | 17              | 16              | 16              | 16              | 17              | 15              | 15              | 14              | 16              | 16              | 16              | 17              | 191,0           |
| ------------------------------------------------- | --------------- | --------------- | --------------- | --------------- | --------------- | --------------- | --------------- | --------------- | --------------- | --------------- | --------------- | --------------- | --------------- |
| Джерело: The Weather Channel (records and precip) |                 |                 |                 |                 |                 |                 |                 |                 |                 |                 |                 |                 |                 |

## Демографія
Згідно з переписом 2010 року, у місті мешкало 6130 осіб у 2039 домогосподарствах у складі 1342 родин. Густота населення становила 470 осіб/км². Було 2178 помешкань (167/км²).
Расовий склад населення:
| - 40,3 % — білих - 37,4 % — азіатів - 9,9 % — корінних американців - 1,0 % — вихідців з тихоокеанських островів - 0,5 % — чорних або афроамериканців - 4,6 % — осіб інших рас |

До двох чи більше рас належало 6,3 %. Частка іспаномовних становила 9,4 % від усіх жителів.
За віковим діапазоном населення розподілялося таким чином: 27,0 % — особи молодші 18 років, 64,0 % — особи у віці 18—64 років, 9,0 % — особи у віці 65 років та старші. Медіана віку мешканця становила 35,1 року. На 100 осіб жіночої статі у місті припадало 110,7 чоловіків; на 100 жінок у віці від 18 років та старших — 113,6 чоловіків також старших 18 років.
Середній дохід на одне домашнє господарство становив 78 310 доларів США (медіана — 62 934), а середній дохід на одну сім'ю — 89 873 долари (медіана — 72 750). Медіана доходів становила 40 769 доларів для чоловіків та 34 297 доларів для жінок. За межею бідності перебувало 11,8 % осіб, у тому числі 17,0 % дітей у віці до 18 років та 6,1 % осіб у віці 65 років та старших.
Цивільне працевлаштоване населення становило 3625 осіб. Основні галузі зайнятості: виробництво — 17,8 %, освіта, охорона здоров'я та соціальна допомога — 14,8 %, мистецтво, розваги та відпочинок — 10,2 %, роздрібна торгівля — 9,6 %.

## Економіка
Основа економіки — рибальство.

## Визначні місця
- Дім-музей Баранова
- Колодязь Баранова
- Православний Воскресенський собор
- Православна семінарія Германа Аляскинського